# Poynton-with-Worth
Poynton-with-Worth är en civil parish i Storbritannien.   Den ligger i kommunen Cheshire East i riksdelen England, i den centrala delen av landet, 240 km nordväst om huvudstaden London.